# Mistrovství světa v házené žen 1965
3. mistrovství světa  v házené žen proběhlo ve dnech 7. – 13. listopadu 1965 v Německu.
Turnaje se zúčastnilo osm týmů rozdělených do dvou čtyřčlenných skupin. Vítězové skupin hráli finále, týmy na druhém místě hrály o třetí místo a týmy na třetím místě o páté místo. Mistrem světa se staly házenkářky Maďarska.

## Výsledk a tabulka

### Základní skupiny

#### Skupina A
|    |            | YUG  | GER  | DEN  | JPN  | V | R | P | Skóre | B |
| 1. | Jugoslávie | ***  | 8:4  | 11:6 | 9:5  | 3 | 0 | 0 | 28:15 | 6 |
| 2. | SRN        | 4:8  | ***  | 7:5  | 15:7 | 2 | 0 | 1 | 26:20 | 4 |
| 3. | Dánsko     | 6:11 | 5:7  | ***  | 10:9 | 1 | 0 | 2 | 21:17 | 2 |
| 4. | Japonsko   | 5:9  | 7:15 | 9:10 | ***  | 0 | 0 | 3 | 21:34 | 0 |

 Jugoslávie –  Dánsko 11:6 (7:4)
7. listopadu 1965 – Západní Berlín
 SRN –  Japonsko 15:7 (8:1)
7. listopadu 1965 – Západní Berlín
 Jugoslávie –  SRN 8:4
9. listopadu 1965 – Hannover
 Dánsko –  Japonsko 10:9 (5:4)
9. listopadu 1965 – Hannover
 Jugoslávie –  Japonsko 9:5 (5:3)
11. listopadu 1965 – Bochum
 SRN –  Dánsko 7:5 (2:2)
11. listopadu 1965 – Bochum

#### Skupina B
|    |          | HUN  | TCH  | ROM | POL  | V | R | P | Skóre | B |
| 1. | Maďarsko | ***  | 7:4  | 9:6 | 15:5 | 3 | 0 | 0 | 31:15 | 6 |
| 2. | ČSSR     | 4:7  | ***  | 8:8 | 15:7 | 1 | 1 | 1 | 27:22 | 3 |
| 3. | Rumunsko | 6:9  | 8:8  | *** | 4:4  | 0 | 2 | 1 | 18:21 | 2 |
| 4. | Polsko   | 5:15 | 7:15 | 4:4 | ***  | 0 | 1 | 2 | 16:34 | 1 |

 Rumunsko –  Polsko 4:4 (4:3)
7. listopadu 1965 – Offenburg 
 Maďarsko –  Československo 7:4 (3:0)
7. listopadu 1965 – Offenburg 
 Maďarsko –  Rumunsko 9:6 (3:4)
9. listopadu 1965 – Freiburg 
 Československo –  Polsko 15:7
9. listopadu 1965 – Freiburg 
 Maďarsko –  Polsko 15:5
11. listopadu 1965 – 
 Československo –  Rumunsko 8:8 (4:6)
11. listopadu 1965 – 

#### Finále
Maďarsko –  Jugoslávie 5:3 (3:2)
13. listopadu 1965 – Dortmund

#### O 3. místo
SRN –  Československo 11:10 (7:7)
13. listopadu 1965 – Dortmund

#### O 5. místo
Dánsko –  Rumunsko 10:9 (6:4)
13. listopadu 1965 – Dortmund

### O 7. místo
Polsko –  Japonsko 6:5 (4:1)
13. listopadu 1965 – Dortmund

## Soupisky
1.  Maďarsko
| - Györgyne Gurics - Ana Rothermmel - Ágnes Babos - Márta Balogh - Györgyne Csenki | - Karolyne Hajek - Magdolna Jona - Marta Giba - Agnes Hanus | - Ilona Ignasz - Erszebet Lengyel - Joszefine Romhanyi - Jenone Schmidt |

2.  Jugoslávie
| - Ema Bart - Zdenka Istvanovic - Mirjana Jazic - Anna Knesevic | - Ruzica Miladinovic - Leposava Ninkovic - Radmila Radunovic - Zlata Rebernjak | - Anna Smarzija - Biserka Tomasek - Maria Veinovic - Nada Vuskovic |

3.  SRN
| - Lydia Bauer - Christa Deparade-Harrach - Monika Eichenauer - Irene Herchenbach - Elke Heuer - Christa Hoffmann-Warns | - Doris Holdorf von Jutrzenka - Waltraud Holland-Kühl - Waltraud Jakob - Gisela Meeser - Christa Milter | - Sigrid Müller - Gisela Peters-Greshake - Hannelore Rech - Gerda Reitwiessner-Ahles - Marga Ruschitzka |

## Konečné pořadí
| 3.               | Mistrovství světa 1965 | Z | V | R | P | Skóre | B |
| ---------------- | ---------------------- | - | - | - | - | ----- | - |
| Zlatá medaile    | Maďarsko               | 4 | 4 | 0 | 0 | 36:18 | 8 |
| Stříbrná medaile | Jugoslávie             | 4 | 3 | 0 | 1 | 31:20 | 6 |
| Bronzová medaile | SRN                    | 4 | 3 | 0 | 1 | 37:30 | 6 |
| 4.               | ČSSR                   | 4 | 1 | 1 | 2 | 37:33 | 3 |
| 5.               | Dánsko                 | 4 | 2 | 0 | 2 | 31:36 | 4 |
| 6.               | Rumunsko               | 4 | 0 | 2 | 2 | 27:31 | 2 |
| 7.               | Japonsko               | 4 | 1 | 0 | 3 | 27:39 | 2 |
| 8.               | Polsko                 | 4 | 0 | 1 | 3 | 21:40 | 1 |